# ستيفن أندروود
ستيفن أندروود (بالإنجليزية: Stephen Underwood)‏ هو طبال أمريكي، ولد في 13 ديسمبر 1975 في بيكرسفيلد في الولايات المتحدة.

## وصلات خارجية
- الموقع الرسمي